# ژولت کالمر
ژولت کالمر (انگلیسی: Zsolt Kalmár؛ زادهٔ ۹ ژوئن ۱۹۹۵) بازیکن فوتبال اهل مجارستان است.
از باشگاه‌هایی که در آن بازی کرده‌است می‌توان به باشگاه فوتبال اف‌اس‌وی فرانکفورت، باشگاه فوتبال داک ۱۹۰۴ دونایسکا استردا، باشگاه فوتبال دیوری ای‌تی‌او و باشگاه فوتبال لایپزیگ اشاره کرد.
وی همچنین در تیم‌های ملی فوتبال زیر ۲۱ سال مجارستان و مجارستان بازی کرده‌است.